# زانتندورف
زانتندورف (به آلمانی: Zwentendorf) یک منطقهٔ مسکونی در اتریش است که در ناحیه تولن واقع شده‌است. زانتندورف ۵۳٫۸۵ کیلومتر مربع مساحت دارد ۱۸۲ متر بالاتر از سطح دریا واقع شده‌است.